# Artur Alberto de Campos Henriques

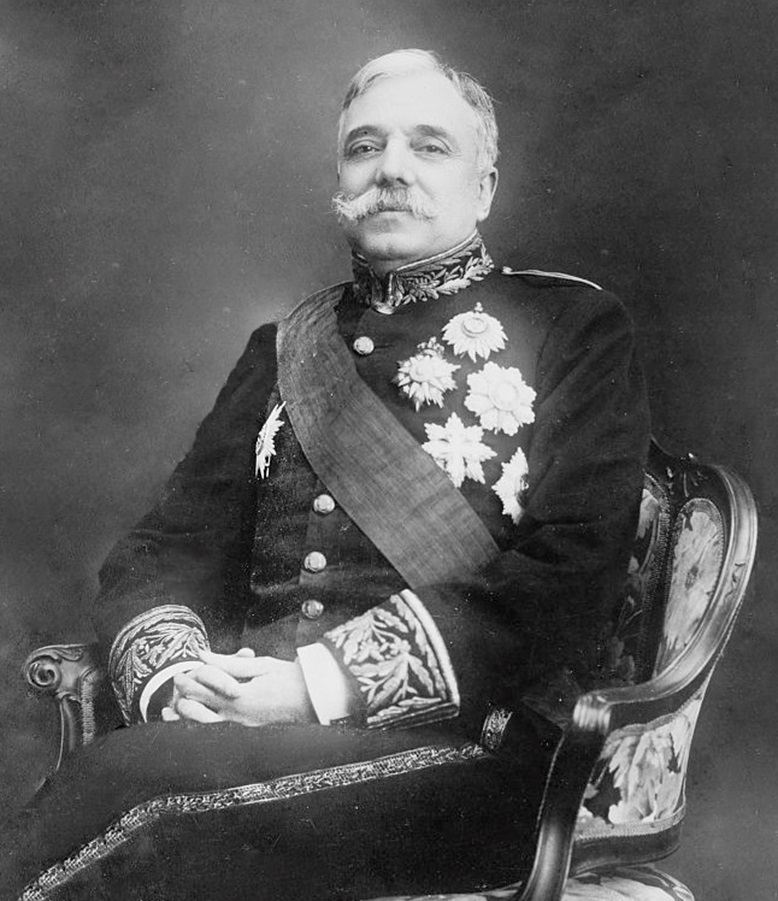
Artur Alberto de Campos Henriques

Artur Alberto de Campos Henriques (* 28. April 1853 in Porto; † 7. November 1922 in Lissabon) war ein Politiker aus der Endphase der konstitutionellen Monarchie in Portugal. Er war vom 26. Dezember 1908 bis 11. April 1909 portugiesischer Regierungschef und stand einer von König Emanuel II. ernannten überparteilichen Regierung vor.
Campos Henriques stand politischer der Regenerationspartei, genauer gesagt, deren konservativen Flügel nahe, ohne jedoch parteipolitisch gebunden zu sein. Von 1900 bis 1904 und im Jahr 1906 war er Justizminister in der zweiten und dritten Regierung Ernesto Rodolfo Hintze Ribeiro. In der Regierung seines Vorgängers Francisco Joaquim Ferreira do Amaral hatte er ebenfalls den Posten eines Justizministers inne, nachdem die Regierung Ferreira do Amaral scheiterte, übernahm er selbst den Posten des Ministerpräsidenten.
| Vorgänger                            | Amt                                    | Nachfolger                        |
| ------------------------------------ | -------------------------------------- | --------------------------------- |
| Francisco Joaquim Ferreira do Amaral | Premierminister von Portugal 1908–1909 | Sebastião Cústodio de Sousa Teles |

| Personendaten    | Personendaten                      |
| ---------------- | ---------------------------------- |
| NAME             | Henriques, Artur Alberto de Campos |
| KURZBESCHREIBUNG | portugiesischer Politiker          |
| GEBURTSDATUM     | 28. April 1853                     |
| GEBURTSORT       | Porto                              |
| STERBEDATUM      | 7. November 1922                   |
| STERBEORT        | Lissabon                           |